# 리뉴 유럽

리뉴 유럽의 로고

리뉴 유럽(Renew Europe, Renew)은 유럽 의회의 정치그룹 가운데 하나로, 중도 성향을 띤다. 유럽 자유민주동맹당, 유럽 민주당 등의 범유럽 정당에 참가하는 각국의 정당 소속 유럽 의회 의원과 몇몇 무소속 의원으로 형성되어 있다.